# Dominika na Letnich Igrzyskach Olimpijskich 1996
Dominikę na Letnich Igrzyskach Olimpijskich 1996 reprezentowało 6 zawodników w 2 dyscyplinach.
Był to pierwszy start reprezentacji Dominiki na letnich igrzyskach olimpijskich.

## Wyniki reprezentantów Dominiki

### Lekkoatletyka
Mężczyźni
- Cedric Harris - bieg na 800m, bieg na 1500m
- Stephen Agar - bieg na 1500m
- Jérôme Romain - skok w dal, trójskok

Kobiety
- Dawn Williams - bieg na 800m
- Hermin Joseph - bieg na 100m, bieg na 200m

### Pływanie
Mężczyźni
- Woodrow Lawrence - 50m stylem dowolnym